# Eulasiopalpus mirimodis
Eulasiopalpus mirimodis là một loài ruồi trong họ Tachinidae.